# Liste der Mitglieder des Provinziallandtags der Provinz Posen (21. Sitzungsperiode)
Diese Liste gibt einen Überblick über die Mitglieder des Provinziallandtags der preußischen Provinz Posen in der einundzwanzigsten Sitzungsperiode 1880.
Landtagsmarschall war Hans Wilhelm von Unruhe-Bomst, sein Stellvertreter war Stanislaus von Kurnatowski.
| Kurie                    | Wahlbezirk                                         | Abgeordneter                      | Beruf, Ort                                         | Anmerkung                           |
| ------------------------ | -------------------------------------------------- | --------------------------------- | -------------------------------------------------- | ----------------------------------- |
| Inhaber von Virilstimmen |                                                    | Fürst August Sułkowski            |                                                    | nahm nicht am Landtag teil          |
| Inhaber von Virilstimmen |                                                    | Graf Ferdinand von Radziwill      |                                                    |                                     |
| Inhaber von Virilstimmen |                                                    | Graf Carl Eduard Nalecz-Raczyński |                                                    | nahm nicht am Landtag teil          |
| Ritterschaft             | Kreis Adelnau                                      | Hieronymus von Zablocki           | Stadtgerichtsrat und Rittergutsbesitzer            |                                     |
| Ritterschaft             | Kreis Birnbaum                                     | Carl Freiherr von Massenbach      | Rittergutsbesitzer auf Bialokosz                   | als Stellvertreter                  |
| Ritterschaft             | Kreis Meseritz und Kreis Bomst                     | Freiherr Hans von Unruhe-Bomst    | Landrat und Rittergutsbesitzer auf Bomst           |                                     |
| Ritterschaft             | Kreis Buk und Kreis Obornik                        | Hippolit von Turno                | Rittergutsbesitzer auf Obiezierze                  |                                     |
| Ritterschaft             | Kreis Fraustadt                                    | Arthur von Lucke                  | Rittergutsbesitzer auf Ulbersdorf                  |                                     |
| Ritterschaft             | Kreis Kosten                                       | Graf Franz Kwilecki               | Rittergutsbesitzer auf Kobelnik                    | als Stellvertreter                  |
| Ritterschaft             | Kreis Kröben                                       | Sigismund Graf Czarnecki          | Rittergutsbesitzer auf Rusko                       |                                     |
| Ritterschaft             | Kreis Krotoschin                                   | Stanislaus von Modlibowski        | Rittergutsbesitzer auf Kromolice                   | nicht erschienen                    |
| Ritterschaft             | Kreis Pleschen                                     | Theodor von Mukulowski            | Rittergutsbesitzer auf Kotlin                      |                                     |
| Ritterschaft             | Kreis Posen                                        | Louis Hoffmeyer                   | Rittergutsbesitzer auf Zlotnik                     |                                     |
| Ritterschaft             | Kreis Samter                                       | Stanislaus von Kurnatowski        | Rittergutsbesitzer auf Pozarowo                    | Stellvertretender Landtagsmarschall |
| Ritterschaft             | Kreis Schildberg                                   | Bronislaus von Grabowski          | Rittergutsbesitzer auf Tokarzew                    |                                     |
| Ritterschaft             | Kreis Schrimm                                      | Stanislaus von Chlapowski         | Rittergutsbesitzer auf Szoldry                     |                                     |
| Ritterschaft             | Kreis Schroda                                      | Theodor von Zoltowski             | Rittergutsbesitzer auf Nekla                       | als Stellvertreter                  |
| Ritterschaft             | Kreis Wreschen                                     | Valerian von Hulewicz             | Rittergutsbesitzer auf Mlodziejewice               | als Stellvertreter                  |
| Ritterschaft             | Kreis Bromberg und Kreis Mogilno                   | Franz Altag                       | Rittergutsbesitzer auf Hohenfelde                  |                                     |
| Ritterschaft             | Kreis Czarnikau und Kreis Chodziesen               | Lebrecht von Klitzing             | Rittergutsbesitzer auf Dziembowo                   |                                     |
| Ritterschaft             | Kreis Gnesen                                       | Franz von Zoltowski               | Rittergutsbesitzer auf Niechanowo                  | als Stellvertreter                  |
| Ritterschaft             | Kreis Inowraclaw                                   | Richard von Roy                   | Rittergutsbesitzer auf Wierzbiczany                |                                     |
| Ritterschaft             | Kreis Schubin                                      | Eduard Wegner                     | Rittergutsbesitzer auf Zlotowo                     |                                     |
| Ritterschaft             | Kreis Wirsitz                                      | Friedrich von Schmidt             | Rittergutsbesitzer auf Ciistrinchen                |                                     |
| Ritterschaft             | Kreis Wongrowiec                                   | Wladislaus Szuldrzynsk            | Rittergutsbesitzer und Landschaftsrat auf Sierniki |                                     |
| Städte                   | Stadt Posen                                        | Eduard Kaatz                      | Kaufmann und Stadtrat                              |                                     |
| Städte                   | Stadt Posen                                        | Gustav Reimann                    | Apotheker und Medizinal-Assessor                   |                                     |
| Städte                   | Stadt Fraustadt                                    | Ferdinand Maschke                 | Bürgermeister                                      |                                     |
| Städte                   | Stadt Lissa                                        | Ernst Rauhut                      | Bäckermeister                                      | als Stellvertreter                  |
| Städte                   | Stadt Meseritz                                     | Rudolph Friedrich Wolff           | Apotheker                                          |                                     |
| Städte                   | Stadt Rawicz                                       | Karl Emil Sigismund Baum          | Kaufmann und Stadtrat                              |                                     |
| Städte                   | Stadt Bromberg                                     | Dagobert Friedländer              | Bankier und Stadtrat                               |                                     |
| Städte                   | Stadt Gnesen                                       | Franz Machatius                   | Bürgermeister                                      |                                     |
| Städte                   | der Kreise Obornik, Samter, Buk, und Posen         | Herrmann Wolfsohn                 | Kaufmann in Neustadt b.P.                          |                                     |
| Städte                   | der Kreise Pleschen, Schroda, Schrimm und Wreschen | Nicodem von Gozdziewski           | Vorwerksbesitzer in Schroda                        |                                     |
| Städte                   | der Kreise Krotoschin, Adelnau, und Schildberg     | Max Skutsch                       | Apotheker in Krotoschin                            |                                     |
| Städte                   | der Kreise Fraustadt, Kosten und Kröben            | Joh. August Starke                | Rentier in Bojanowo                                |                                     |
| Städte                   | der Kreise Birnbaum, Bomst, und Meseritz           | Friedrich Brutschke               | Gasthofbesitzer und Beigeordneter in Wollstein     |                                     |
| Städte                   | der Kreise Bromberg, Schubin, und Wirsitz          | Julius Ritter                     | Gutsbesitzer in Nakel                              |                                     |
| Städte                   | der Kreise Czarnikau, Chodziesen und Wongrowiec    | Theodor Alberti                   | Bürgermeister in Wongrowitz                        |                                     |
| Städte                   | der Kreise Gnesen, Inowraclaw und Mogilno          | Samuel Höniger                    | Rechtsanwalt in Inowraclaw                         |                                     |
| Landgemeinden            | der Kreise Adelnau, Krotoschin, und Schildberg     | Andreas Pinkowski                 | Grundbesitzer in Swieca                            |                                     |
| Landgemeinden            | der Kreise Birnbaum, Bomst, und Meseritz           | Traugott Schmolke                 | Eigentümer und Schulze in Silz-Hauland             |                                     |
| Landgemeinden            | der Kreise Fraustadt, Kosten, und Kröben           | Anton Koszewski                   | Grundbesitzer und Gastwirt in Kielczewo            |                                     |
| Landgemeinden            | der Kreise Buk, Obornik, Posen und Samter          | Theodor Jordan                    | Vorwerksbesitzer in Chomecice                      |                                     |
| Landgemeinden            | der Kreise Schrimm, Schroda, Wreschen und Pleschen | Wladislaus von Broeckere          | Gutsbesitzer in Kamien                             |                                     |
| Landgemeinden            | der Kreise Bromberg, Schubin, und Wirsitz          | Heinrich Schuckmann               | Gutsbesitzer in Dt. Ruhden                         |                                     |
| Landgemeinden            | der Kreise Czarnikau, Chodziesen und Wongrowiec    | Leopold Becker                    | Freischulzen-Gutsbesitzer in Ostrowke              |                                     |
| Landgemeinden            | der Kreise Gnesen, Inowrazlaw und Mogilno          | Peter Lange                       | Grundbesitzer in Gaj                               |                                     |